# Felipe Arizmendi Esquivel
Felipe Arizmendi Esquivel (Chiltepec, 1º maggio 1940) è un cardinale e vescovo cattolico messicano, dal 3 novembre 2017 vescovo emerito di San Cristóbal de Las Casas.

## Biografia
Felipe Arizmendi Esquivel è nato il 1º maggio 1940 a Chiltepec, comune di Coatepec Harinas, in Messico.
Ha ricevuto l'ordinazione sacerdotale il 25 agosto 1963, ventitreenne, incardinandosi come presbitero della diocesi di Toluca.

### Ministero episcopale e cardinalato
Il 7 febbraio 1991 papa Giovanni Paolo II lo ha nominato, cinquantenne, vescovo di Tapachula; è succeduto a monsignor Luis Miguel Cantón Marín, deceduto il 10 maggio 1990 a soli cinquantuno anni. Ha ricevuto la consacrazione episcopale il successivo 7 marzo, nella cattedrale di San Giuseppe a Tapachula, per imposizione delle mani di Girolamo Prigione, arcivescovo titolare di Lauriaco e delegato apostolico in Messico, assistito dai co-consacranti Adolfo Antonio Suárez Rivera, arcivescovo metropolita di Monterrey e futuro cardinale, e Bartolomé Carrasco Briseño, arcivescovo metropolita di Antequera; ha preso possesso della diocesi durante la stessa cerimonia. Come suo motto episcopale il vescovo Arizmendi Esquivel ha scelto Cristo unico camino, che tradotto vuol dire "Cristo unica via".
Nel 1999 è stato eletto segretario generale del Consiglio episcopale latinoamericano, che riunisce l'episcopato dell'America Latina e dei Caraibi, ricoprendo tale incarico fino all'anno seguente.
Il 31 marzo 2000 papa Wojtyła lo ha nominato, cinquantanovenne, vescovo di San Cristóbal de Las Casas; è succeduto a monsignor Samuel Ruiz García, dimessosi per raggiunti limiti d'età dopo aver guidato la diocesi per quasi quarantuno anni. Ha preso possesso della diocesi, nella cattedrale di San Cristoforo, il 1º maggio seguente.
Il 3 novembre 2017, papa Francesco ha accettato la sua rinuncia dal governo pastorale della diocesi di San Cristóbal de Las Casas per raggiunti limiti d'età, ai sensi del can. 401 § 1 del Codice di diritto canonico, divenendo vescovo emerito all'età di settantasette anni; gli è succeduto monsignor Rodrigo Aguilar Martínez, trasferito dalla sede di Tehuacán.
Il 25 ottobre 2020, durante l'Angelus, lo stesso papa ha annunciato la sua creazione a cardinale nel concistoro del 28 novembre seguente; è il quindicesimo porporato messicano nella storia della Chiesa. Avendo già compiuto ottant'anni al momento della creazione cardinalizia, non ha il diritto di entrare in conclave e di essere membro dei dicasteri della Curia romana, in conformità all'art. II § 1-2 del motu proprio Ingravescentem Aetatem.
Il 29 novembre 2020 ha preso possesso del titolo di San Luigi Grignion de Montfort.

## Genealogia episcopale e successione apostolica
La genealogia episcopale è:
- Cardinale Scipione Rebiba
- Cardinale Giulio Antonio Santori
- Cardinale Girolamo Bernerio, O.P.
- Arcivescovo Galeazzo Sanvitale
- Cardinale Ludovico Ludovisi
- Cardinale Luigi Caetani
- Cardinale Ulderico Carpegna
- Cardinale Paluzzo Paluzzi Altieri degli Albertoni
- Papa Benedetto XIII
- Papa Benedetto XIV
- Papa Clemente XIII
- Cardinale Marcantonio Colonna
- Cardinale Giacinto Sigismondo Gerdil, B.
- Cardinale Giulio Maria della Somaglia
- Cardinale Carlo Odescalchi, S.I.
- Cardinale Costantino Patrizi Naro
- Cardinale Lucido Maria Parocchi
- Papa Pio X
- Cardinale Gaetano De Lai
- Cardinale Raffaele Carlo Rossi, O.C.D.
- Cardinale Amleto Giovanni Cicognani
- Arcivescovo Girolamo Prigione
- Cardinale Felipe Arizmendi Esquivel

La successione apostolica è:
- Vescovo Enrique Díaz Díaz (2003)